# Anju Bobby George
Anju Bobby George (née Markose le 19 avril 1977 à Cheeranchira) est une athlète indienne spécialiste du saut en longueur.

## Carrière
Elle s'illustre durant la saison 2002 en remportant la médaille de bronze aux Jeux du Commonwealth de Manchester, puis la médaille d'or aux Jeux asiatiques disputés à Busan. Elle devient l'année suivante, à Paris, la première athlète indienne à monter sur un podium d'un Championnats du monde d'athlétisme, se classant troisième de la finale derrière la Française Eunice Barber et la Russe Tatyana Kotova. Elle établit à l'occasion des Jeux olympiques de 2004 la meilleure performance de sa carrière au saut en longueur avec 6,83 m, l'athlète indienne prenant la sixième place finale du concours. Quatrième des Mondiaux d'Helsinki 2005, elle s'impose lors des Championnats d'Asie d'Incheon avec un bond à 6,66 m, puis remporte la finale mondiale de Monaco.

## Palmarès
| Date | Compétition                    | Lieu       | Résultat | Marque |
| ---- | ------------------------------ | ---------- | -------- | ------ |
| 2002 | Jeux du Commonwealth           | Manchester | 3e       | 6,49 m |
| 2002 | Jeux asiatiques                | Pusan      | 1re      | 6,53 m |
| 2003 | Championnats du monde en salle | Birmingham | 7e       | 6,40 m |
| 2003 | Championnats du monde          | Paris      | 3e       | 6,70 m |
| 2003 | Finale mondiale                | Monaco     | 5e       | 6,50 m |
| 2004 | Jeux olympiques                | Athènes    | 5e       | 6,83 m |
| 2004 | Finale mondiale                | Monaco     | 4e       | 6,61 m |
| 2005 | Championnats du monde          | Helsinki   | 4e       | 6,66 m |
| 2005 | Championnats d'Asie            | Incheon    | 1re      | 6,66 m |
| 2005 | Finale mondiale                | Monaco     | 1re      | 6,75 m |
| 2006 | Championnats d'Asie en salle   | Pattaya    | 2e       | 6,32 m |
| 2006 | Jeux du Commonwealth           | Melbourne  | 6e       | 6,54 m |
| 2006 | Jeux asiatiques                | Doha       | 2e       | 6,52 m |
| 2007 | Championnats d'Asie            | Amman      | 2e       | 6,65 m |
| 2007 | Championnats du monde          | Osaka      | 8e       | 6,53 m |
| 2008 | Championnats d'Asie en salle   | Doha       | 2e       | 6,38 m |

## Records
| Épreuve          | Épreuve      | Performance | Lieu       | Date         |
| ---------------- | ------------ | ----------- | ---------- | ------------ |
| Saut en longueur | En plein air | 6,83 m (NR) | Athènes    | 27 août 2004 |
| Saut en longueur | En salle     | 6,40 m      | Birmingham | 16 mars 2003 |